# Miles Smith (Leichtathlet)
Miles Smith (* 24. September 1984) ist ein US-amerikanischer Sprinter, der sich auf den 400-Meter-Lauf spezialisiert hat.
2005 wurde er als Sechster der US-Meisterschaften für das Staffelteam bei den Leichtathletik-Weltmeisterschaften in Helsinki nominiert. Dort wurde er im Vorlauf der 4-mal-400-Meter-Staffel eingesetzt und trug so zum Gewinn der Goldmedaille für die US-Mannschaft bei.

## Bestzeiten
- 200 m: 20,94 s, 13. Juli 2011, Toronto
  - Halle: 21,14 s, 1. Dezember 2006, Jonesboro
- 400 m: 45,16 s, 28. Mai 2005, Bloomington
  - Halle: 46,28 s, 10. März 2006, Fayetteville